# Walter von Hauff
Walter von Hauff (München, 10 mei 1949) is een Duits acteur en stemacteur in nasynchronisatie.

## Carrière
Na zijn toneelstudie aan de Ludwig Maximilian Universiteit in München ging Walter von Hauff, een geboren Zwaben, naar de Neue Münchner Schauspielschule in München. Optredens volgden in theaters in Lübeck, Linz, Bern, Salzburg, Wunsiedel en Wiesbaden. In 1986 was hij medeoprichter van het theater Viel Lärm um nichts in München.
Sinds het midden van de jaren tachtig werkt hij ook als stemacteur in de Duitse nasynchronisatie. Hij heeft zijn stem geleend aan Terry Jones in Monty Python's Flying Circus, Willem Dafoe in The Life Aquatic with Steve Zissou, Howard E. Rollins Jr. in de misdaadserie In the Heat of the Night of in animatie Buzz Lightyear in de Toy Story-films en in de serie Buzz Lightyear of Star Command. In Bowling for Columbine en Fahrenheit 9/11 is hij de Duitse stem van Michael Moore, in Crouching Tiger, Hidden Dragon die van Chow Yun-Fat. Hij is ook de stemacteur voor de Duitse versie van Mythbusters. Hij leent ook zijn stem aan Admiral Fujitora, Iceberg en Captain Black/Beauregard in One Piece. Hij spreekt de rol van Yeti in Monsters, Inc. in het Zwabisch. In de nieuwe editie van hoorspelen van Paul Temple gebaseerd op Francis Durbridge, geproduceerd in 2021/22, verleent hij zijn stem aan Sir Graham Forbes, het plaatsvervangend hoofd van Scotland Yard en dus één van de drie hoofdpersonages.

## Filmografie

### Live-action

#### Films
| Jaar | Titel           | Rol           |
| ---- | --------------- | ------------- |
| 1994 | Die Sieger      | Radiosprecher |
| 1997 | Die Apothekerin | Stem          |

#### Series
| Jaar | Titel                        | Rol                 | Opmerkingen    |
| ---- | ---------------------------- | ------------------- | -------------- |
| 1983 | Aktenzeichen XY... ungelöst! | Sicherheitsberater  | 1 aflevering   |
| 1990 | Blaues Blut                  | Hark Jensen         | 1 aflevering   |
| 1994 | Verkehrsgericht              | Helmut Reiser       | 1 aflevering   |
| 1997 | Solo für Sudmann             | Peter Esser         | 1 aflevering   |
| 1999 | Siska                        | N/A                 | 1 aflevering   |
| 2000 | Pettson und Findus           | Jäger, Dr. Karlsson | 2 afleveringen |

### Nasynchronisatie

#### AlsMichael Moore
- 2002: als Michael Moore/verteller in Bowling for Columbine
- 2004: als Michael Moore/verteller in Fahrenheit 9/11
- 2007: als Michael Moore/verteller in Sicko
- 2009: als Michael Moore/verteller in Capitalism: A Love Story

#### AlsTim Allen
- 1995: als Buzz Lightyear in Toy Story
- 1999: als Buzz Lightyear in Toy Story 2
- 2000: als Buzz Lightyear in Buzz Lightyear of Star Command: The Adventure Begins
- 2010: als Buzz Lightyear in Toy Story 3
- 2019: als Buzz Lightyear in Ralph Breaks the Internet
- 2019: als Buzz Lightyear in Toy Story 4

Patrick Warburton
- 2001: als Buzz Lightyear in Captain Buzz Lightyear – Star Command
- 2002: als Officer Kramitz in Jede Menge Ärger

Jamey Sheridan
- 2001: als Peter Kimball in Das Haus am Meer
- 2005: als Terry in Syriana

Iain Glen
- 2004: als Dr. Isaacs in Resident Evil: Apocalypse
- 2007: als Dr. Isaacs in Resident Evil: Extinction

Seth MacFarlane
- 2005: als Tom Tucker in Family Guy präsentiert: Die unglaubliche Geschichte des Stewie Griffin
- sinds 2007: als Tom Tucker (2e stem) in Family Guy

Dwight Yoakam
- 2006: als Doc Miles in Crank
- 2009: als Doc Miles in Crank 2: High Voltage

Harry Shearer
- sinds 2007: als dominee Timothy Lovejoy (6e stem) in Die Simpsons
- 2007: als dominee Timothy Lovejoy in Die Simpsons – Der Film

Hugh Laurie
- 1999: als Mr. Frederick Little in Stuart Little
- 2002: als Mr. Frederick Little in Stuart Little 2
- 2005: als Mr. Frederick Little in Stuart Little 3 – Ruf der Wildnis

John Ratzenberger
- 2001: als Yeti in Die Monster AG
- 2003: als Mondbarsch (Fish School) in Findet Nemo
- 2013: als Yeti in Die Monster Uni

J. K. Simmons
- 2000–2008/2010–2011: als Dr. Emil Skoda in Law & Order
- 2004: als Dr. Emil Skoda in Criminal Intent – Verbrechen im Visier
- 2005–2006: als Dr. Emil Skoda in Law & Order: Special Victims Unit
- 2013: als P.J. Jordan in Men at Work

#### Films
- 1990: Ken Hudson Campbell als kerstman in Home Alone
- 1992: Ron Perlman als kapitein Soames in Sleepwalkers
- 1994: Shinchou Kokontei als verteller in Pompoko
- 1996: Billy Bob Thornton als Karl Childers in Sling Blade - Auf Messers Schneide
- 1998: Pruitt Taylor Vince als Max Tooney in The Legend of 1900
- 1998: René Auberjonois als Louis in The Little Mermaid
- 1999: Hugh Laurie als Mr. Frederick Little in Stuart Little
- 2000: Chow Yun-Fat als Li Mu Bai in Crouching Tiger, Hidden Dragon
- 2001: James Read als Prestons vader in Not Another Teen Movie!
- 2001: Jamey Sheridan als Peter Kimball in Life as a House
- 2001: John Ratzenberger als Yeti in Monsters, Inc
- 2001: Ray Fearon als Firenze in Harry Potter en de Steen der Wijzen
- 2002: Hugh Laurie als Mr. Frederick Little in Stuart Little 2
- 2002: Patrick Warburton als officier Kramitz in Big Trouble
- 2003: John Ratzenberger als Moonfish in Finding Nemo
- 2004: Willem Dafoe als Klaus Daimler in The Life Aquatic with Steve Zissou
- 2004: Kevin Kilner als Ed Portman in Raising Helen
- 2004: Iain Glen als Dr. Isaacs in Resident Evil: Apocalypse
- 2005: Hugh Laurie als Mr. Frederick Little in Stuart Little 3: Call of the Wild
- 2005: Jamey Sheridan als Terry in Syriana
- 2006: Dwight Yoakam als Doc Miles in Crank
- 2006: Jay Leno als Jay Limo in Cars
- 2007: Iain Glen als Dr. Isaacs in Resident Evil: Extinction
- 2009: Dwight Yoakam als Doc Miles in Crank 2: High Voltage
- 2009: John Goodman als 'Big Daddy' La Bouff in The Princess and the Frog
- 2010: Porgy Franssen als Kwark in Foeksia de Miniheks
- 2011: John Turturro als Francesco Bernoulli in Cars 2
- 2011: Martin Huba als mond in Als ein Stern vom Himmel fiel
- 2020: David de Vries als John Walter in Richard Jewell

#### Series
- 1971-1974: Terry Jones als diverse in Monty Python's Flying Circus
- 1988-2012: Ronn Moss als Ridge Forrester in The Bold and the Beautiful
- 1988-2002: als Pussycat in Téléchat
- 1991-1996: Antony Hamilton als Max Harte in Mission: Impossible
- 1992-1994: Howard Rollins als Chef van Detectives Virgil Tibbs in In the Heat of the Night
- 1993-1995: Ron Moody als Mr. Vole in The Animals of Farthing Wood
- 1993-1995: Ron Moody als Mr. Field Mouse in The Animals of Farthing Wood
- 1993-1995: Jeremy Barrett als Mr. Shrew in The Animals of Farthing Wood
- 1993-1995: als Mr. Squirrel in The Animals of Farthing Wood
- 2000-2001: Bruno Buidin als Marsipulami in Marsupilami: Die neuen Abenteuer
- 2000-2008/2010-2011: J. K. Simmons als Dr. Emil Skoda in Law & Order
- 2001: Patrick Warburton als Buzz Lightyear in Buzz Lightyear of Star Command
- 2001-2002: Ben Campbell als Martin de krijger in Redwall
- 2001-2004: Alex Désert als Jake in Becker
- sinds 2003: Kouichi Hashimoto als Captain Black in One Piece
- 2004: J.K. Simmons als Dr. Emil Skoda in Law & Order: Criminal Intent
- 2005-2006: J.K. Simmons als Dr. Emil Skoda in Law & Order: Special Victims Unit
- 2005-2007: Peter Coyote als Dennis Ryland in The 4400
- 2005-2007: Rob Paulsen als Jack Fenton in Danny Phantom
- sinds 2007: Harry Shearer als dominee Timothy Lovejoy (6e stem) in The Simpsons
- sinds 2007: Trey Parker als Mr. Mackey (2e stem) in South Park
- sinds 2007: Seth MacFarlane als Tom Tucker (2e stem) in Family Guy
- 2011-2012: Michael Chiklis als Jim Powell in No Ordinary Family
- 2013: J.K. Simmons als P.J. Jordan in Men at Work
- 2014-2019: Adam West als burgemeester Adam West (3e stem) in Family Guy
- 2015-2016: Eric Jacobson als Sam the Eagle in The Muppets
- 2015-2019: Alan Tudyk als King Butterfly in Star vs. the Forces of Evil
- 2019: Colm Feore als Wernher von Braun in For All Mankind

- inds 2021: Steve Martin als Charles-Haden Savage in Only Murders in the Building
- 2023: Nicky Rebelo als Mr. Mornin in One Piece
- sinds 2023: Kenta Miyake als Glurak in Pokémon Horizonte: Die Serie

#### Computerspellen
- 2010: Henry Tomasino in Mafia II

## Hoorspelen
- 1986: Anonymus: Ein Krug Oliven (oliehandelaar) – Regie: Werner Simon (hoorspelbewerking, kinderhoorspel – BR)
- 1986: Gert Prokop: Der Vogel, der sein Lied vergaß (de hond) – Regie: Werner Simon (kinderhoorspel – BR)
- 1988: Anonymus: Abu Kir und Abu Sir (de klant) – Regie: Werner Simon (hoorspelbewerking, kinderhoorspel – BR)
- 1989: Angelika Stampfer: Sebastian und Bogumil (2 delen) (parkwachter/muziekleraar) – Regie: Werner Simon (kinderhoorspel – BR)
- 1990: Olwynne MacRae: Leid tragen (Jack) – Regie: Heinz Dieter Köhler (origineel hoorspel – WDR)
- 1990: Torsten Reschke: Jakobe (katholieke edelman/2e en 3e Spanjaard) – Regie: Heinz Dieter Köhler (origineel hoorspel – WDR)
- 1990: William Makepeace Thackeray: Die silberne Rose und der silberne Ring (3 delen) (Hedzof) – Regie: Werner Simon (hoorspelbewerking, kinderhoorspel – BR)
- 1991: Franz H. Jakubaß: O, o Hans! (2e soldaat) – Regie: Werner Simon (kinderhoorspel – BR)
- 1992: Heinz Fischer: Quecksilber-Ali (slager) – Regie: Werner Simon (kinderhoorspel – BR)
- 1992: Franz H. Jakubaß: Offorus – Regie: Werner Simon (kinderhoorspel – BR)
- 1993: Heinrich Ludwig: Professor Sinowitsch, Erfinder (deel 6: Wanderndes Denkmal und Spargelpfiff) (agent Hebel) – Regie: Werner Simon (kinderhoorspel – BR)
- 1993: Teseo Tavernese: Der Stein, der den Himmel liebt (aarde) – Regie: Werner Simon (origineel hoorspel, kinderhoorspel – BR)
- 1994: Angelika Stampfer: Die Reise zum Geburtstag (deel 1: Hier spricht die Socke) (1e spiegel) – Regie: Werner Simon (origineel hoorspel, kinderhoorspel – BR)
- 1994: Brüder Grimm: Hans Knödelbauch und das Leben (deel 2: Prinzessin Olivia) (Wache) – Regie: Werner Simon (kinderhoorspel, hoorspelbewerking – BR)
- 1994: Gunter Preuß: Die Hexenlovestory der Elster (Ernest van Schloß Edelstein) – Regie: Werner Simon (origineel hoorspel, kinderhoorspel – BR/WDR)
- 1994: Katrin Lange: 'Rote Henne' und Rothaut (deel 9: American Express) (mijnheer Buttchereit) – Regie: Werner Simon (origineel hoorspel, kinderhoorspel – BR)
- 1994: Octavia Wolle-Winkler: Räuber, König und Prinzessin (Runkel mit der Rübe) – Regie: Walter Wippersberg (origineel hoorspel, kinderhoorspel – BR)
- 1994: Angelika Stampfer: Onkel Theo und der Reiseweihnachtsbaum (vader Heinz) (origineel hoorspel, kinderhoorspel – BR)
- 1995: Gunter Preuß: Toscanella Fliegsogern oder Die Hexenverlobung (Ernest van Schloß Edelstein) – Regie: Walter Wippersberg, Marcus Everding (kinderhoorspel – BR)
- 1996: Franz H. Jakubaß: Sebastian – Regie: Werner Simon (origineel hoorspel, kinderhoorspel – BR)
- 1996: Sigrid Lehrke: Schulhofratten (1e rat) – Regie: Ulli Herzog (kinderhoorspel – BR)
- 1996: Robert Bolt: Der kleine dicke Ritter (deel 1, 2 en 4) (Juniper/Bote) – Bewerking en regie: Walter Wippersberg (kinderhoorspel, hoorspelbewerking – BR/WDR/DLR)
- 1998: Rudolf Herfurtner: Gumpert Blubb (deel 1: Ratzenbergers Trick) (1e zwerfrat) – Regie: Walter Wippersberg (hoorspelbewerking, kinderhoorspel – BR/WDR)
- 1998: Sebastian Goy: Justus, das Taggespenst (deel 6: Justus spukt im Parkhotel) (Meier) – Regie: Marcus Everding (origineel hoorspel, kinderhoorspel – BR/WDR)
- 1998: Achim Bröger: Der achte Tag der Woche (deel 2 en 3) (schoonmaker) – Regie: Marcus Everding (origineel hoorspel, kinderhoorspel – BR)
- 1998: Miguel de Cervantes: Don Quixote (deel 1, 3, 4 en 5) (muildierdrijver 1/herder 1/Gevangene 1/leeuwenverzorger) – Bewerking en regie: Walter Wippersberg (hoorspelbewerking, kinderhoorspel – BR)
- 2002: Walter Wippersberg: Gute Zeiten für Gespenster (deel 1) (direkteur) – Regie: Walter Wippersberg (hoorspelbewerking, kinderhoorspel – BR)
- 2022: Francis Durbridge: Paul Temple und der Fall Valentine (Sir Graham Forbes) – Compositie en regie: Antonio Fernandes Lopes (origineel hoorspel, misdaadhoorspel – HNYWOOD)
- 2022: Francis Durbridge: Paul Temple und der Fall McRoy (Sir Graham Forbes) – Compositie en regie: Antonio Fernandes Lopes (origineel hoorspel, misdaadhoorspel – HNYWOOD)
- 2022: Francis Durbridge: Paul Temple und der Fall Westfield (Sir Graham Forbes) – Compositie en regie: Antonio Fernandes Lopes (origineel hoorspel, misdaadhoorspel – HNYWOOD)